# Cacostegania obscurata
Cacostegania obscurata là một loài bướm đêm trong họ Geometridae.